# Tatars
Cet article concerne le peuple tatar. Pour la langue tatare, voir tatar.
Les Tatars (ou Tatares) sont un peuple turcique, parlant le tatar.
La plupart des Tatars vivent au centre et au sud de la Russie, en Ukraine, au Kazakhstan, en Turquie et en Ouzbékistan. On en dénombre plus de huit millions à la fin du XXe siècle. Les Tatars forment par ailleurs l'un des cinquante-six groupes ethniques recensés par la république populaire de Chine. Il existe des distinctions entre les Tatars eux-mêmes, parmi lesquels les Nogaïs.

## Origines
Le nom de Tatars désigne à l'origine un ancien peuple turco-mongol qui, aux XIe siècle et XIIe siècle, nomadisait à l'est de la Mongolie, dans les fertiles pâturages près du lac Hulun et du lac Buir. Un temps inféodés aux Jurchen, ils ont pu contrôler une route commerciale avec la Chine. Vaincus par Gengis Khan dès 1202, leurs guerriers ont été placés à l'avant-garde des armées mongoles de Batu et Subötaï lors de leurs conquêtes de l'Europe, et c'est ainsi que nous parvint leur nom pour désigner en Europe les Mongols. La déformation de ce nom en « Tartares » ayant pu se faire par rapprochement avec « le Tartare », l'enfer de la mythologie grecque antique, du fait de la réputation démoniaque des conquérants mongols.
L'ancien peuple tatar a disparu comme tel ; les descendants se sont mélangés aux populations de l'Empire mongol. Leur nom a été transmis à ces populations qui regroupent aujourd'hui diverses origines : ainsi, les Tatars de Kazan ou de la Volga descendent des Bulgares de la Volga et de tribus finno-ougriennes ; les Tatars de Crimée proviennent du mélange des nombreux peuples ayant habité la Crimée avant eux (dont des Goths, des Khazars, des Coumans, des Karaïm, etc.). Les Tatars ont également assimilé des déserteurs des armées adverses : Russes, Polonais ou autres, ainsi que des Roms qui furent longtemps leurs charrons, éleveurs de chevaux, bûcherons, chaudronniers, éclaireurs ou tanneurs. D'abord peuples hétéroclites désignés ainsi par leurs voisins par commodité, les Tatars acquirent peu à peu un sentiment d'appartenance à une même communauté au sein de la Russie. Contre eux, les rois de Pologne et les tsars de Russie levèrent des troupes de soldats-éleveurs libres, vivant dans la steppe en campements initialement nomades et en pillant l'ennemi, de la même façon que les Tatars : ce furent les Cosaques.
Mélangés au cours des siècles avec des Mongols et des Slaves, les Tatars se distinguent des Turcs osmanlis (anatoliens) par un phénotype plus asiatique : on y remarque souvent des yeux bridés ainsi que des pommettes saillantes et une couleur de cheveux noire.

## Histoire
Les Tatars sont signalés en Europe à partir de 1222, lorsque les chefs mongols Djebé et Subötai, après avoir saccagé le Chirvan, passent le Caucase par Derbent et débouchent dans les steppes situées entre la mer Caspienne et la mer Noire (pays des Coumans Kiptchak). Köten, khan des Coumans, allié aux Alains et aux Circassiens (Adyguéens), appelle les princes de la Rus' de Kiev à son secours. Les Mongols, après avoir réduit les Alains et les Circassiens, envoient en Rus' de Kiev une ambassade qui est massacrée, ce qui déclenche les hostilités. Köten se réfugie chez son beau-père, le prince de Galitch Mstislav Mstislavitch, lequel convainc les princes de la Rus' de Kiev de constituer une armée de 80 000 hommes pour arrêter les Mongols et les Tatars. La bataille de la Kalka, près de la mer d'Azov marque le début des invasions mongoles et tatares en Rus' de Kiev et en Europe. Le 31 mai 1223 (ou 1222), elle oppose les généraux de Gengis Khan : Djebé et Subötaï, à la coalition des Coumans, des princes de Galitch et de Kiev, des princes de Tchernikov et de Smolensk, aidés de troupes grecques de Crimée. Les Mongols et Tatars écrasent les coalisés. Le prince de Kiev, qui n’a pas participé aux combats, se bat encore quelques jours puis croit pouvoir déposer les armes à des conditions acceptables. Les Mongols ne les respectent pas et massacrent ses hommes jusqu’au dernier.

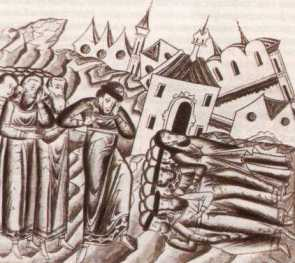
La dévastation de la ville de Souzdal par les troupes tatares (des annales médiévales russes).

Djebé et Subötaï exploitent leurs victoires en rançonnant les villes prises et en recueillant des renseignements sur les pays situés à l’ouest pour une campagne future, puis repartent vers l'est rejoindre le gros de l'armée mongole en faisant le tour de la Caspienne par le Nord. Ils s'allient à un autre peuple nomade mais pacifique de langue indo-européenne, qui met à leur service des compétences de charriers, d'éleveurs de chevaux, de chaudronniers et d'éclaireurs : les Roms,,,,,,,.
De 1239 à 1243, les Tatars ravagent toute l'Europe orientale, mettant fin à l'empire couman, vainquant diverses coalitions à Kiev (décembre 1240), Chmielnik (Pologne, début 1241), Legnica (Silésie, printemps 1241) ou Ebene Mohi (Hongrie, printemps 1241) et vassalisant les principautés de la Rus' de Kiev et valaques (mis à part Novgorod, ils ont ruiné toutes les villes : Kiev, Vladimir, Souzdal, Riazan, Kolomna, Bârlad, Cetatea Albă). Ils s'installent dans les steppes au nord de la mer Noire et de la Caspienne, où ils fondent le khanat de la Horde d'or (dynastie mongole issue de Djötchi, le fils aîné de Gengis Khan), dont la capitale est Saraï, sur la Volga, près de l'actuelle Volgograd. Le khan Batu y établit sa capitale. Horde d'Or est une expression utilisée par les Russes depuis le XVIe siècle. Les Arabes et les Persans parlent de Royaume des Tatars ou Khanat de Kiptchak. Les Tatars, au fil des décennies, se sédentarisent partiellement, se mettant à exploiter plutôt qu'à piller les populations et formations politiques soumises, qui, en échange de la paix, leur fournissent vivres, artisans et même troupes, accroissant ainsi leur autonomie grâce aux divisions entre princes d'ascendance mongole. Des mariages mixtes ont lieu. Des marchands, des artisans chrétiens, juifs et musulmans commencent à convertir les Tatars, jusque-là chamanistes. Le bouddhisme fait également des adeptes (dans sa variante tantrique). Les Roms (Chaladytika Roma, Tataritika Roma) attachés aux hordes mongoles, sont vendus ou se vendent eux-mêmes aux boyards et aux monastères chrétiens, et passent eux aussi au monothéisme. Le commerce se développe, et sur les fleuves, des nefs en bois à rames, construites par des charpentiers navals amenés par les commerçants génois et vénitiens, remplacent les coracles ronds en cuir dont les hordes se servaient auparavant pour traverser les eaux, et qui, légers, pouvaient être transportés à travers la steppe. Enfin des palais en dur s'élèvent grâce à des architectes grecs ou italiens à la place des anciennes yourtes royales,,,.
En 1290, Toqtaï, fils de Mengü Temür, est porté au pouvoir par Nogaï mais se débarrasse de la tutelle de ce dernier après sa victoire sur les rives du Dniepr en 1299 grâce à l'appui de troupes auxiliaires russes. Nogaï est tué dans la bataille. Les femmes, les enfants et les Roms de son ulus (peuple-état) sont vendus comme esclaves. En 1307, Toqtaï fait arrêter des commerçants européens séjournant à Saraï, sa capitale. Il envoie une armée à Caffa contre les Génois de Crimée responsables du rapt d’enfants tatars et roms vendus dans les pays à domination musulmane, et les chasse de la ville en 1308. À sa mort en août 1312, son neveu Özbeg lui succède et règne jusqu'en 1341. Peu avant sa mort, il autorise les commerçants génois et vénitiens à reconstruire Caffa. Son fils Djanibeğ lui succède. À la suite des désordres survenus entre chrétiens et musulmans dans les comptoirs de l’embouchure du Don, il chasse de nouveau les commerçants européens. Il assiège Caffa à trois reprises (1343, 1347 et 1355).
Les Tatars sont un des vecteurs de la peste noire de 1348. En effet, lors du siège de Caffa de 1346, Djanibeğ sur le point de l'emporter voit ses troupes décimées par cette maladie. Obligé de se retirer, il donne l'ordre de catapulter les corps de ses soldats morts de la peste dans la cité de Caffa. Les nefs génoises en provenance de Caffa firent escale en Sicile, à Naples, à Gênes et à Marseille dont les habitants n'avaient pas d'anticorps contre cette nouvelle variante de la peste. L'épidémie qui débuta en 1348 emporta plus d'un tiers de la population de l'Europe occidentale en cent ans.
En 1355, Djanibeğ conquiert l’Azerbaïdjan qu’il rattache provisoirement à la Horde d’Or. Il est assassiné en 1357. Sous le règne de son fils Berdibeğ (1357-1359) et ses successeurs, l’empire se disloque à nouveau. La Horde change 14 fois de khan de 1360 à 1380. Un seigneur féodal, Mamaï, détient le pouvoir effectif. À partir de 1371, les princes russes refusent de payer le tribut. Mamaï lance alors contre eux une expédition qui est repoussée par le grand duc Dimitri Donskoï à la Voja (11 août 1378), puis dispersée à Koulikovo, au confluent du Don et de la Népriavda le 8 septembre 1380.

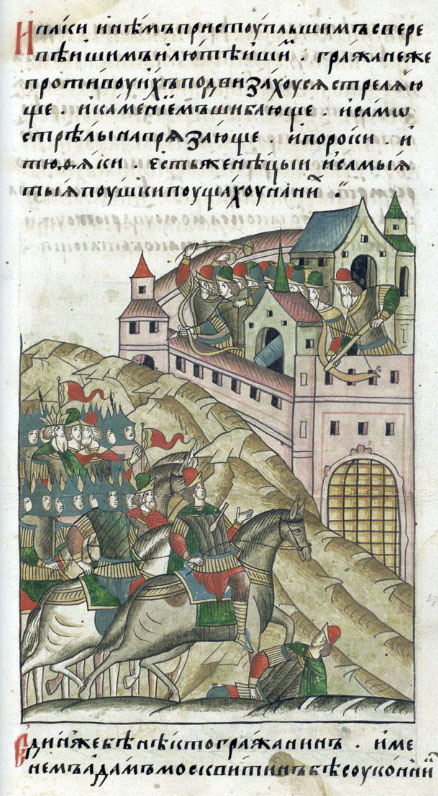
Tokhtamych devant Moscou en 1382

Tokhtamych, général de Tamerlan et khan de la Horde Blanche régnant sur les steppes du Syr-Daria, vainc Mamaï sur la Khalkha et se proclame khan de la Horde d’Or. Mamaï sera exécuté par les commerçants génois de Crimée. Tokhtamych rétablit pour un temps l’unité de la Horde d’Or. Il oblige de nouveau les princes russes à se rendre à Saraï avec des tributs, mais ceux-ci refusent. Tokhtamych entreprend alors une campagne contre les principautés russes : il incendie Souzdal, Vladimir, puis pille et brûle Moscou le 26 août 1382.
Les Tatars sont à leur tour les victimes des campagnes d'un nouveau conquérant. En 1392 et 1395, Tamerlan mène des expéditions contre la Horde d'Or. Saraï et Astrakhan sont détruites. Après avoir vaincu Tokhtamych sur le Terek le 15 avril 1395, il menace Moscou et ravage Riazan. Vassili Ier, prince de Moscou, le repousse le 26 août. Tamerlan pille la Crimée à l'automne. Il met La Tana (Azov) à sac et réduit en captivité tous les résidents chrétiens. Le riche comptoir génois de Caffa est désorganisé.
Sous les successeurs de Tokhtamych, le pouvoir appartient au roi de la horde Nogaï ou Mengit, l’Idi Qu'ou Edigu (1400-1412). En 1408, il exige le tribut des Russes, incendie Nijni Novgorod et Goradetz, marche vers Moscou puis se retire contre de vagues promesses d’alliance. Minés par leurs divisions, les Tatars s'affaiblissent. En 1359, la principauté de Moldavie s'émancipe et conquiert Cetatea Albă à l’embouchure du Dniestr. La Lituanie de son côté, bientôt unie à la Pologne en 1386, atteint la mer Noire en 1412. Désormais les Tatars sont sur la défensive. En outre, le territoire de la Horde d'Or commence à se morceler en 1430 avec la création du Khanat de Crimée par Hadji Girey Ier (1430-1466) entre l’embouchure du Boug méridional et du Dniepr, du khanat de Kazan en 1438, puis du khanat d'Astrakhan entre la Volga, le Don, le Kouban et le Terek en 1466. En 1480, Ivan III, prince de Moscou, s’allie au khan de Crimée Mengli Giray et à Ouzoun Hassan (sultan des Aq Qoyunlu) et refuse de payer le tribut à la Horde d'Or. Ahmad Khan marche contre lui et l'affronte sur les rives opposées de l’Ougra, mais la Horde, ne recevant pas de renforts du roi de Pologne, doit reculer le 11 novembre. Ivan III le Grand libère Moscou du joug mongol et commence l'unification de la Russie,,,.
Les Tatars de Kazan et d'Astrakhan, puis ceux du Khânat de Sibir sur l'Irtych (à l'origine du nom de Sibérie) sont tour à tour vaincus et soumis par les Russes de Moscou en 1552, 1556 et 1584, tandis que ceux de Crimée parviennent à sauvegarder leur khanat jusqu'en 1783, en devenant les alliés et les vassaux de l'Empire ottoman à partir de 1475. Ils restent dangereux pour les États chrétiens voisins de l'Empire ottoman (Moldavie, Pologne, Russie), leur dernière expédition de pillage datant de 1782. Pour se prémunir contre les raids tatars, ces États élèvent des citadelles au niveau des gués (telles Soroca par exemple), mais les incursions venues de la steppe s'espaçant de plus en plus, l'utilité de ces fortifications est remise en question, comme l'évoque le roman Le Désert des Tartares de Dino Buzzati.

## Répartition géographique

### Répartition des Tatars en Russie

Proportion de Tatars par sujet de la fédération de Russie en 2010 :
0 - 0,1 %
0,1 - 0,3 %
0,3 - 0,5 %
0,5 - 1 %
1 - 3 %
3 - 5 %
5 - 10 %
10 - 30 %
30 - 50 %
50 - 100 %

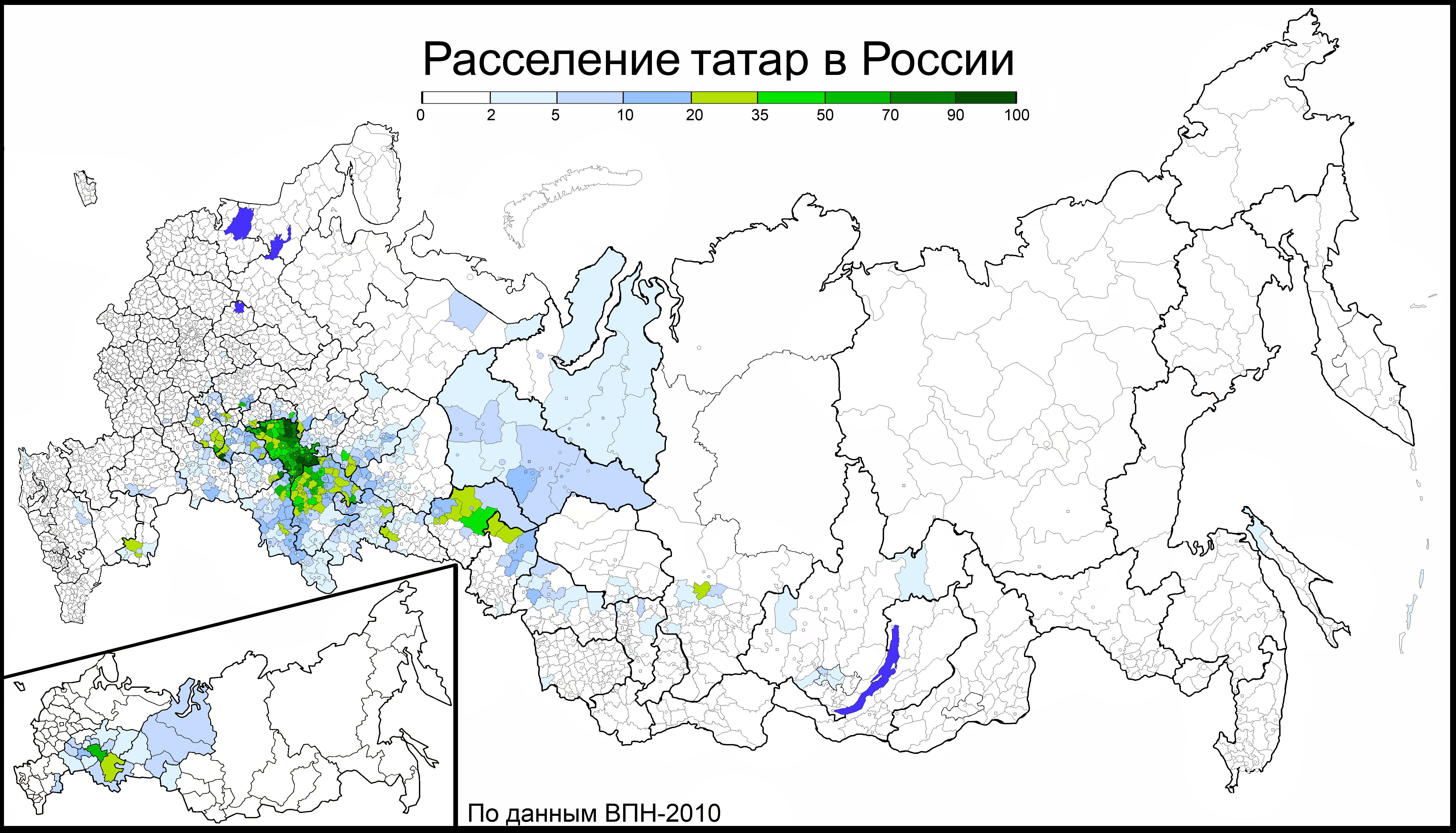
Carte de répartition des Tatars en Russie (2010).

Environ 36 % des Tatars de Russie vivent au Tatarstan ; les 64 % restant se répartissent dans pratiquement toutes les régions de la fédération. Le tableau suivant donne la répartition des Tatars dans les régions où on en trouve les populations les plus significatives :
| Région                   | Nombre total de Tatars | Pourcentage de la population |
| ------------------------ | ---------------------- | ---------------------------- |
| Tatarstan                | 2 012 571              | 53,15 %                      |
| Bachkirie                | 1 009 295              | 24,78 %                      |
| Oblast de Tioumen        | 239 995                | 7,07 %                       |
| Oblast de Tcheliabinsk   | 180 913                | 5,2 %                        |
| Oblast d'Orenbourg       | 151 492                | 7,45 %                       |
| Oblast d'Oulianovsk      | 149 873                | 11,59 %                      |
| Moscou                   | 149 043                | 1,3 %                        |
| Oblast de Sverdlovsk     | 143 803                | 3,35 %                       |
| Oblast de Samara         | 126 124                | 3,92 %                       |
| Kraï de Perm             | 115 544                | 4,38 %                       |
| Khantys-Mansis           | 108 899                | 7,1 %                        |
| Oudmourtie               | 98 831                 | 6,5 %                        |
| Oblast de Penza          | 86 431                 | 6,24 %                       |
| Oblast d'Astrakhan       | 60 523                 | 5,99 %                       |
| Oblast de Moscou         | 56 202                 | 0,79 %                       |
| Oblast de Saratov        | 52 884                 | 2,1 %                        |
| Oblast de Nijni Novgorod | 44 103                 | 1,33 %                       |
| Mordovie                 | 43 392                 | 5,2 %                        |
| Oblast d'Omsk            | 41 870                 | 2,12 %                       |
| Oblast de Kemerovo       | 40 229                 | 1,46 %                       |
| République des Maris     | 38 357                 | 5,51 %                       |
| Oblast de Kirov          | 36 457                 | 2,72 %                       |
| Kraï de Krasnoïarsk      | 34 828                 | 1,23 %                       |
| Tchouvachie              | 34 214                 | 2,73 %                       |
| Saint-Pétersbourg        | 30 857                 | 0,63 %                       |
| Iamalie                  | 28 509                 | 5,45 %                       |
| Kraï de Krasnodar        | 24 840                 | 0,48 %                       |
| Oblast de Volgograd      | 24 557                 | 0,94 %                       |
| Oblast de Novossibirsk   | 24 158                 | 0,91 %                       |
| Oblast d'Irkoutsk        | 22 882                 | 0,94 %                       |

## Minorités et assimilation
Devenus, au XIXe siècle, minoritaires au sein d'États chrétiens, les Tatars, en butte comme les Roms à l'hostilité des paysans sédentaires, deviennent eux-mêmes cultivateurs et éleveurs et choisissent l'assimilation. Cette dernière peut n'être qu'économique ou politique, mais non culturelle, et permet alors, comme en Sibérie, à Kazan ou en Crimée, la survie de la langue tatare. À Kazan, les Soviétiques instituent d'ailleurs une république autonome du Tatarstan, alors qu'en Crimée les Tatars locaux, accusés d'avoir fait bon accueil à la Wehrmacht en 1941, sont intégralement déportés, même si ultérieurement certains ont la permission de revenir. Dans d'autres cas, l'assimilation est totale, des familles tatares choisissant de passer au christianisme et devenant moldaves (famille Cantemir) ou russes (familles Tazi ou Fasli),.
En Pologne à la frontière avec la Biélorussie subsistent deux petites communautés tatares à Bohoniki et à Kruszyniany.

Images
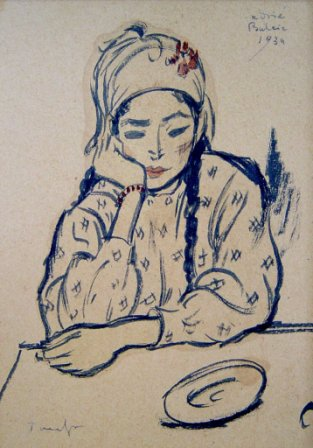
Jeune fille tatare baltique par Nicolae Tonitza (1886-1940)
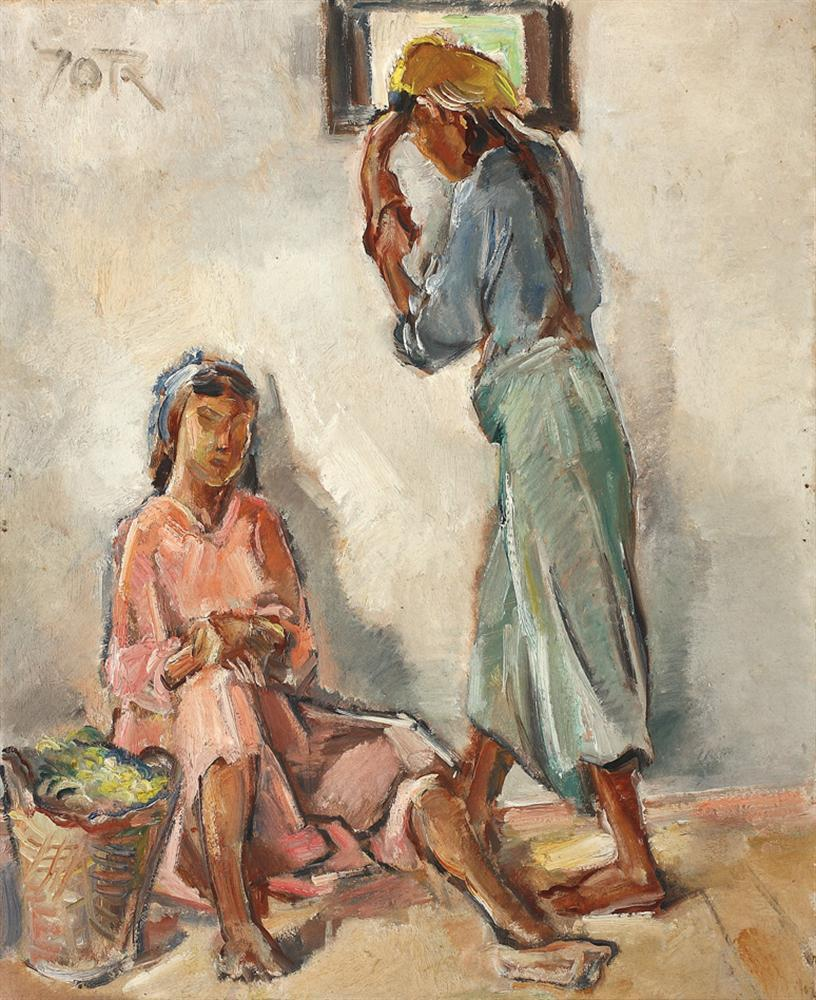
Jeunes filles tatares de Dobroudja par Petre Iorgulescu-Yor (en) (1890-1938)
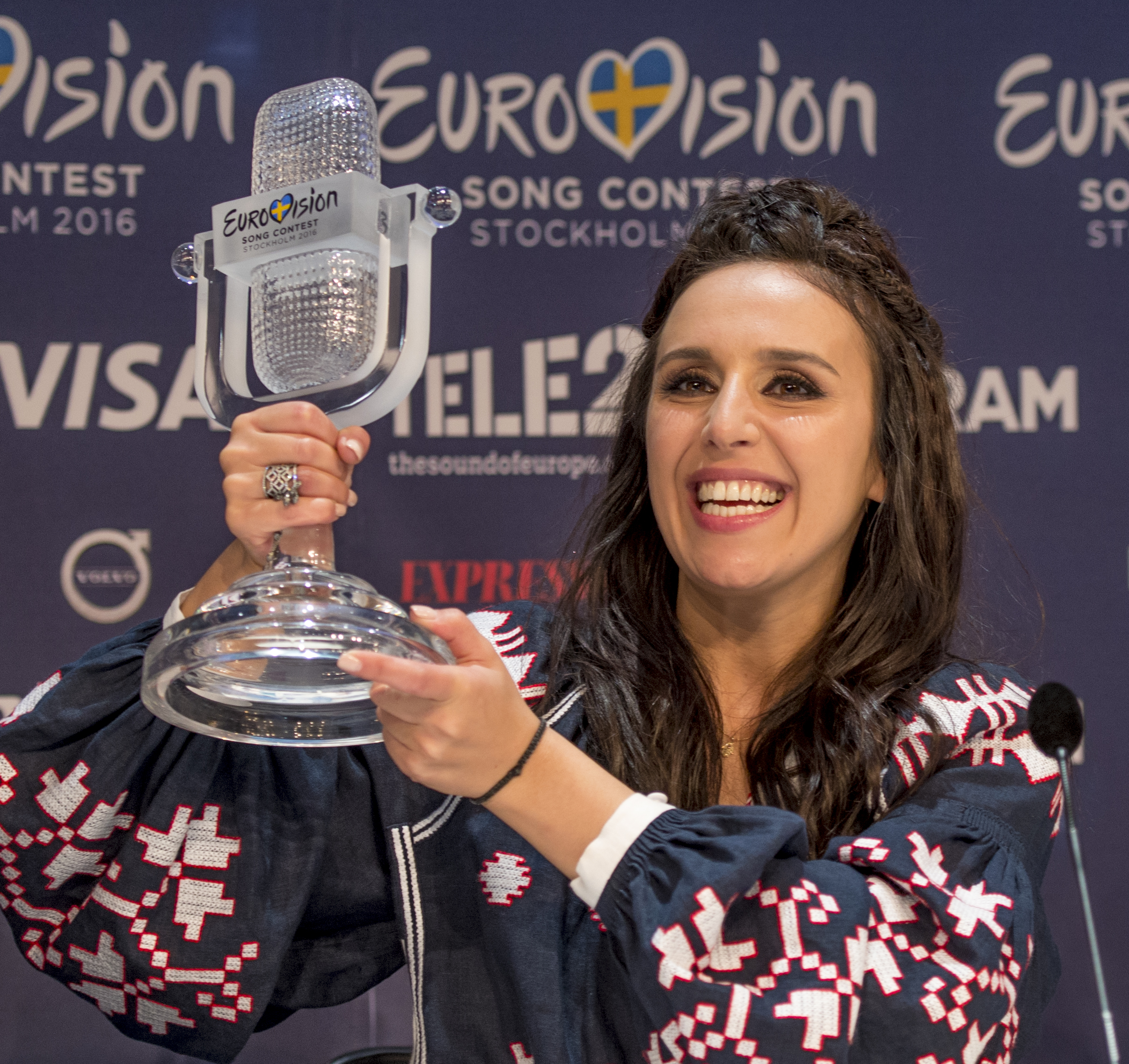
Jamala, chanteuse tatare de Crimée
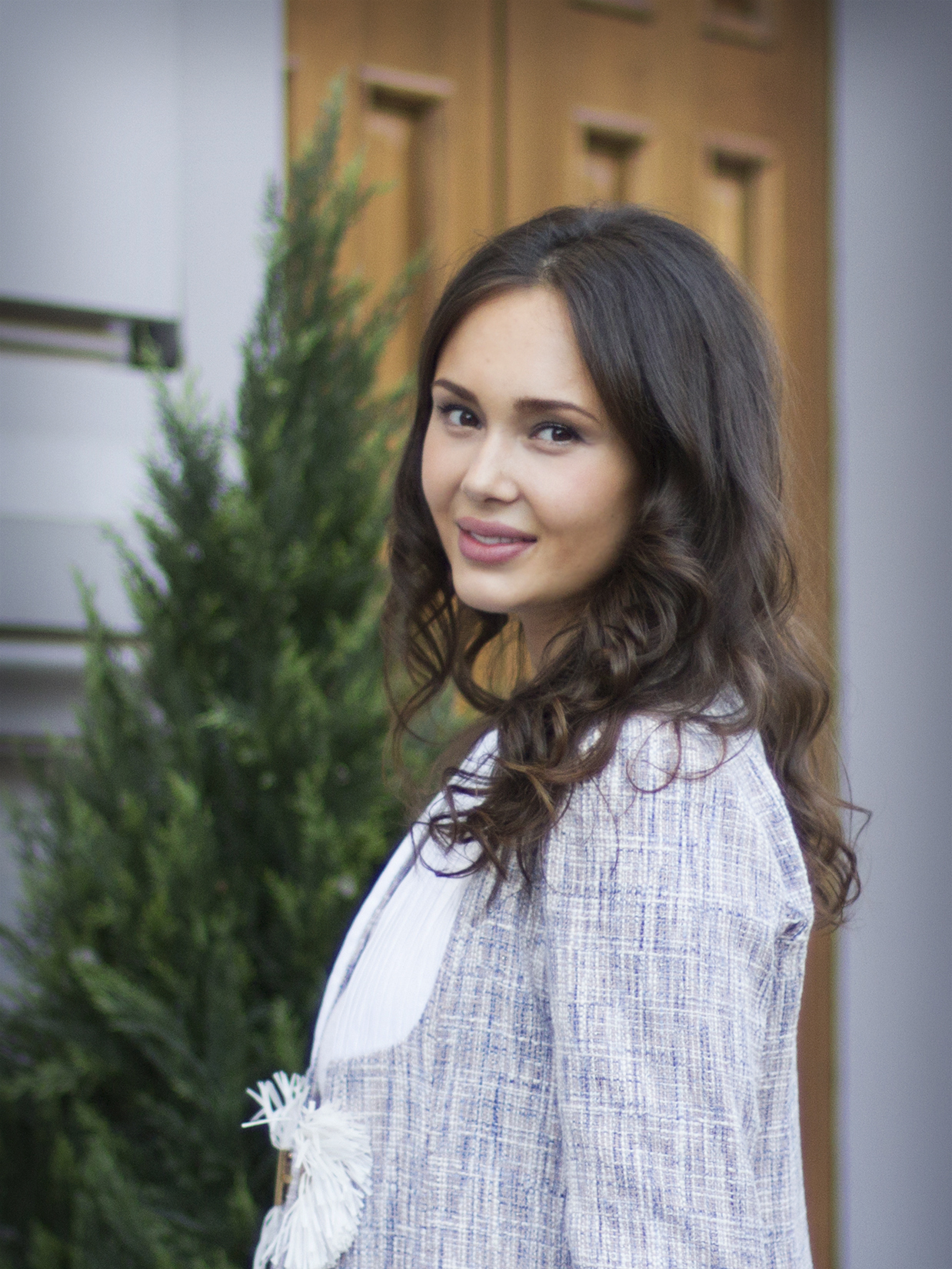
Aida Garifullina, soprano tatare russe de Kazan

### Groupes ethniques
Les Tatars sont divisés en différentes sous-ethnies. Les plus importantes sont :
- les Tatars de Kazan (tatar : казанлы), l'un des groupes les plus importants, dont l’ethnogenèse est indissociable du Khanat de Kazan. Ils parlent le dialecte tatar de Kazan (ru) ;
- les Mishars (tatar : мишәр), un autre groupe très important de tatars, dont l'ethnogenèse se situe sur les territoires du cours moyen de la Volga, de la Kama, des champs sauvages et de l'Ouest de l'Oural. Ils parlent le dialecte tatar mishar (en)[19] ;
- les Tatars de Qasím (tatar : кәчим), un groupe de tatars issus du Khanat de Qasim. Ils parlent le dialecte tatar de Kazan (ru) ;
- les Tatars de Sibérie (en) (tatar : себер), issus du Khanat de Sibir. Ils parlent le dialecte tatar de Sibérie ;
- les Tatars d'Astrakhan (en) (tatar : әстерхан), issus du Khanat d'Astrakhan ;
- les Teptyars (ru) (tatar : типтәр), un groupe ethnique présent en Bachkirie depuis le XVIIe siècle ;
- les Kriachens (tatar : керәшен), groupe ethno-confessionnel de tatars de la Volga des régions de l'Oural de confession orthodoxe ;
- les Tatars baltiques, un groupe indépendant de Tatars, en majorité sunnites mais aussi chrétiens (catholiques, orthodoxes et protestants). Ils ne parlent plus le tatar ;
- les Tatars de Perm dont l'ethnogenèse est liée au kraï de Perm ;
- les Nağaybäk (en) (tatar : нагайбәкләр), un groupe de Tatars issu des Cosaques de l'oblast de Tcheliabinsk. Ils parlent le dialecte tatar de Kazan et sont principalement orthodoxes.

Certains peuples ont, à tort, été connus sous le nom de Tatars, en particulier les Tatars de Crimée, même si leur langue est proche du tatar, du fait de l'appellation de Tatars attribuée autrefois à de nombreux peuples en Russie.

### Diaspora tatare
Les Tatars sont présents dans de nombreux pays à travers le monde incluant :
- Tatars de Crimée en Turquie
- Tatars de Chine
- Tatars au Canada

## Culture

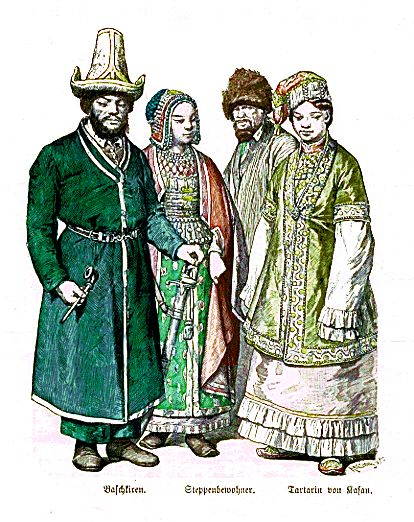
Bachkirs (à g.) et Tatars de Kazan, v. 1861-1880.

### Habitat et costume traditionnels
L'habitation traditionnelle des Tatars du cours moyen de la Volga et des contreforts de l'Oural était l'isba en bois, avec une clôture extérieure. La façade extérieure était peinte de couleurs vives. Les Tatars d'Astrakhan, ayant conservé certaines de leurs coutumes pastorales des steppes, vivaient en été dans des yourtes.
Les vêtements de l'homme et de la femme se composaient du charovar ample et d'une chemise (les femmes portaient en plus un pectoral brodé), sur laquelle on mettait un kamzol (ru) sans manches. Pour l'extérieur, on portait un casaquin, et en hiver un bechmet (ru) matelassé ou une fourrure. La coiffe des hommes est la toubeteika (en), par-dessus laquelle on pouvait porter une chapka de fourrure ou un chapeau de feutre ; les femmes portaient un bonnet de velours brodé (kalfak) et une écharpe. Les chaussures traditionnelles sont les itchigi (ru) de cuir à semelle souple, par-dessus lesquelles on portait des kaloches (ru) (galoches) de cuir pour aller à l'extérieur. Des ornements métalliques enjolivaient les vêtements de femmes.

### Fêtes et rites
Les fêtes et rites du peuple tatar dépendaient en grande partie du cycle agricole. On peut les diviser en deux catégories : le cycle printemps-été et le cycle automne-hiver.
Cycle printemps-été :
- rites et fêtes précédant les semailles, comme Sabantuy ;
- rites liés au début des semailles ;
- rites et fêtes ayant lieu après les semailles, comme Djien.

Cycle automne-hiver
À la différence du cycle printemps été, le cycle automne-hiver ne présente pas de division nette selon les activités agricoles. On peut distinguer les fêtes et rites suivant :
- l'aide pendant les travaux particulièrement pénibles, notamment pour l'abattage des oies (tatar : каз өмәсе), où on invitait beaucoup de monde, même si ce n'était pas vraiment nécessaire ;
- les jours saints, autour du solstice d'hiver (l'équivalent de Noël : Nardugan (en))[22]. C'était le moment de rencontrer ses connaissances. Un élément particulier de cette fête est la pratique de la divination ;
- le nouvel an ;
- le Carnaval. Une des fêtes les plus répandues chez les Kryachens (en).